# Bergmann Mars
Die Bergmann Mars ist eine Selbstladepistole, die 1903 von Theodor Bergmann und seinem Konstrukteur Louis Schmeisser entwickelt wurde. Die Waffe wurde in mehreren Modellen von verschiedenen Herstellern produziert und ist unter anderem unter der Bezeichnung Bergmann-Bayard bekannt. Insgesamt wurden etwa 20.000 Stück gebaut.

## Bergmann Mars
Im Jahre 1901 entwickelten Theodor Bergmann und Louis Schmeisser das Maschinengewehr Bergmann Modell 1901. Die Verriegelung des Rückstoßlader-Verschlusses basierte auf einem sich vertikal bewegenden Steuerstück. Diese Verschlussart kombinierten sie mit der Pistole Modell 1897. Die neue Waffe ähnelte äußerlich den bisherigen Bergmannpistolen, mit einem rechteckigen, in der Regel sechschüssigen Magazin vor dem Abzugsbügel sowie einen Single-Action Abzug. Prototypen wurden für verschiedene Patronen entwickelt, letztendlich entwarfen sie eine eigene Patrone, die später als 9 × 23 mm Largo bekannt wurde. Der Verschluss der Pistole konnte der starken Patrone gut standhalten. Das Ergebnis nannte Bergmann Modell Nr. 6. bzw. Mars Modell 1903.
Die British Army testete die Waffe, blieb aber beim Webley-Revolver. Die spanischen Streitkräfte bestellten 3000 Stück als Pistola Bergmann de 9mm Modelo 1905. Bergmann hatte mit V.C. Schilling & Cie aus Suhl einen Vertrag über die Produktion seiner Pistolen. Doch Ende 1904 wurde Schilling von Krieghoff übernommen und die neuen Eigentümer traten von dem Vertrag zurück. Bergmann war in Bezug auf eine Massenproduktion in seiner Fabrik vorsichtig. Er wollte erst eine größere Bestellung haben, bevor er seine Produktion auf die neue Pistole einstellen würde. Die Bergmann Industriewerke in Gaggenau fertigten deshalb weniger als 1000 Mars-Pistolen und nur eine geringe Anzahl davon wurde nach Spanien geliefert. In den Jahren 1906/1907 testete die United States Army die Bergmann Mars, doch es erfolgte kein Auftrag.

## Bergmann-Bayard

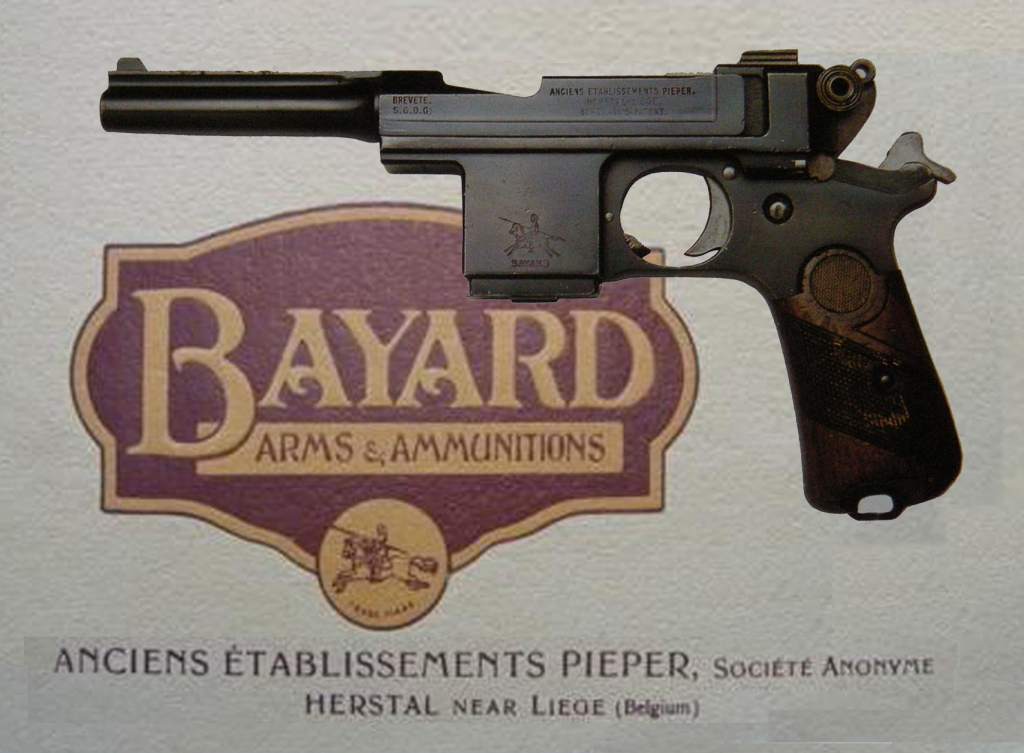
In Belgien um 1910 gefertigte Bergmann-Bayard-Pistole

Während Bergman einen Produzenten suchte, entschied sich die spanische Wehrbeschaffung, kleinere Verbesserungen an dem Modell vorzunehmen. Die wichtigste Änderung betraf die Sicherung. Das neue Modell wurde als Pistola Bergmann de 9mm Modelo 1908 bezeichnet. Bergmann handelte mit dem belgischen Unternehmen Anciens Établissements Pieper (AEP) eine Lizenzvereinbarung aus; er gab Pistolen als Geschäftsfeld auf. AEP würde die Pistolen für Spanien bauen, darüber hinaus durfte AEP die Pistole unter der Marke Bergmann-Bayard selbst vermarkten. Die Pistolen für Spanien lieferte AEP über die nächsten Jahre. Die spanischen Streitkräfte waren nicht so zufrieden mit der Pistole und gaben sie an die Guardia Civil weiter. Die Waffen wurden im Rifkrieg (1921–1926) und im spanischen Bürgerkrieg (1936–1939) verwendet.
Im Jahre 1910 testeten die British Army sowie die dänischen Streitkräfte das aktuelle Modell. Während die Briten erneut ablehnten, zeigten sich die Dänen interessiert. Dänemark bestand auf kleineren Änderungen, so eine S-förmige Feder für den Hahn und eine verbesserte Magazinhalterung für leichteren Magazinwechsel. Diese Änderungen bildeten das Modell Selvladepistole M.1910, von denen AEP 4.840 Stück lieferte. AEP verkaufte die Waffe ebenso an Privatleute. 1912 bestelle Griechenland die Pistole, aber es ist nicht bekannt, wie viel Stück tatsächlich geliefert wurden, denn im Jahre 1914 brach der Erste Weltkrieg aus und Belgien wurde vom Deutschen Reich besetzt. Die Produktion ging weiter, zwischen 1915 und 1918 lieferte AEP etwa 2.000 Stück der Bergmann-Bayard M1910 an das Deutsche Reich. Die Pistolen wurden an Unterstützungseinheiten ausgegeben und blieben bis in die 1930er-Jahre im Dienst.

## Modell 1910/21

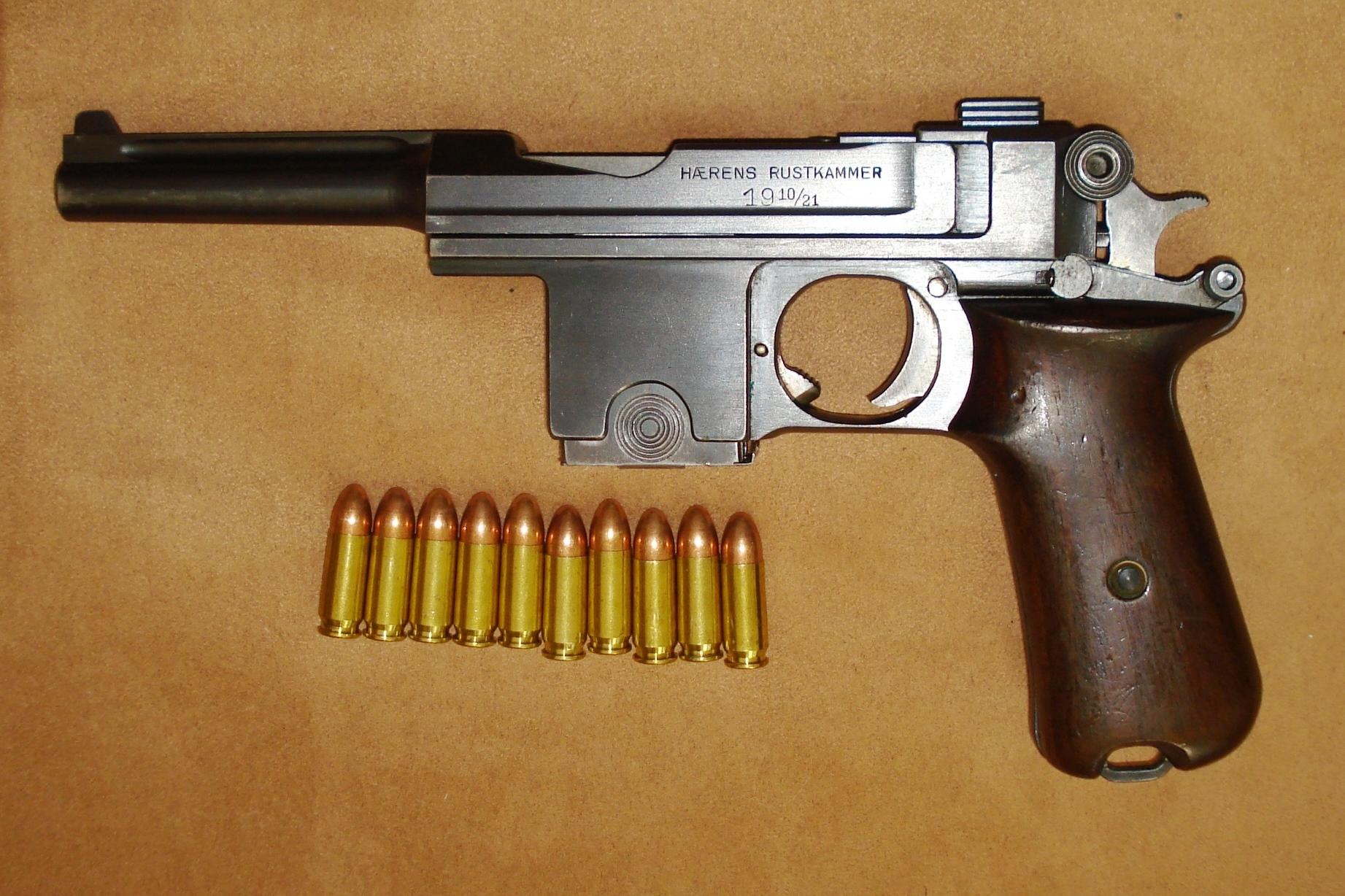
Dänische M1910/21

Nach dem Krieg stellte AEP die Produktion der Pistole ein. Weil Dänemark weiter an der Pistole festhalten wollte, wurde eine einheimische Produktion vorbereitet. Im Jahre 1921 wurden die ersten Pistolen ausgeliefert. Das Modell wurde als M1910/21 bezeichnet und erhielt einige Veränderungen, darunter am Verschluss und Auszieher. Die Griffschalen wurden nun aus Holz gefertigt; ursprünglich wurde Trolit verwendet, doch es splitterte im Laufe der Jahre und verzog sich oft. „Hærens Tøjhus“ in Kopenhagen fertigte 900 Pistolen zwischen 1922 und 1924, „Hærens Rustkammer“ 1300 Pistolen zwischen 1922 und 1925. Viele der Pistolen des Modell 1910 wurden auf das Modell 1910/21 konvertiert. Im Zweiten Weltkrieg erbeutete die Wehrmacht in Dänemark einige 1910/21 Pistolen wo sie die Bezeichnung Pistole 644 (d) erhielten. Beim Dänischen Widerstand kamen ebenfalls einige dieser Modelle zum Einsatz. Die Pistole wurde 1946 ausgemustert; Nachfolger war die FN Browning HP.